# Memorial Oleg Diatxenko
El Memorial Oleg Diatxenko és una competició ciclista d'un sol dia que es disputa a Rússia. La primera edició data del 2004, i l'any següent ja va formar part del calendari de l'UCI Europa Tour. El 2015 se'n disputà la darrera edició. Sols Aleksandr Ribakov ha estat capaç de guanyar la cursa en dues ocasions.

## Palmarès
| Any  | Vencedor             | Segon               | Tercer               |
| ---- | -------------------- | ------------------- | -------------------- |
| 2004 | Eduard Vorgànov      | Mateusz Taciak      | Ivan Seledkov        |
| 2005 | Maksim Karpatxov     | Krzysztof Kuzniak   | Eduard Vorgànov      |
| 2006 | Aliaksandr Kutxinski | Aleksejs Saramotins | Vladislav Boríssov   |
| 2007 | Serguei Firsànov     | Aleksejs Saramotins | Dmitri Kossiakov     |
| 2008 | Timofei Kritski      | Daniil Komkov       | Dmitri Kossiakov     |
| 2009 | Mikhail Antonov      | Vitali Popkov       | Oleksandr Martynenko |
| 2010 | Alexander Mironov    | Aleksandr Pórsev    | Toms Skujiņš         |
| 2011 | Dmitri Kossiakov     | Sergey Rudaskov     | Artem Topchanyuk     |
| 2012 | Aleksandr Ribakov    | Pavel Kochetkov     | Sergey Rudaskov      |
| 2013 | Aleksandr Ribakov    | Andrí Khripta       | Volodímir Homeniuk   |
| 2014 | Andrei Solomennikov  | Ígor Bóiev          | Oleksandr Polivoda   |
| 2015 | Mykhailo Kononenko   | Oleksandr Polivoda  | Vitali Buts          |